# Fearless (Taylor's Version)
Fearless (Taylor's Version) es el primer álbum de estudio regrabado de la cantante y compositora estadounidense Taylor Swift, lanzado a través de Republic Records el 9 de abril de 2021. Es una regrabación del segundo álbum de estudio de Swift, Fearless (2008), y el primero de los seis álbumes que Swift planea regrabar, luego de la disputa sobre la propiedad de sus primeros seis álbumes de estudio.
Grabado con voces más nuevas, Fearless (Taylor's Version) consta de las 19 pistas de la edición platino del segundo álbum de estudio de Swift, Fearless, su sencillo de 2010 «Today Was a Fairytale» y seis adicionales «From the Vault», canciones que no se incluyeron en el álbum de 2008. Fearless (Taylor's Version) replica la instrumentación de la grabación de 2008, producida por Swift y Christopher Rowe; Jack Antonoff y Aaron Dessner coprodujeron las pistas «From the Vault» con Swift.
Once de las 26 canciones del álbum fueron escritas únicamente por Swift. Otros tres cuentan con voces invitadas de Colbie Caillat, Maren Morris y Keith Urban. El lanzamiento del álbum fue precedido por tres sencillos: «Love Story (Taylor's Version)» fue lanzado el 12 de febrero de 2021, seguido de «You All Over Me», con Morris, el 26 de marzo de 2021, y «Mr. Perfectly Fine» el 7 de abril de 2021. Tras su lanzamiento, Fearless (Taylor's Version) obtuvo el reconocimiento universal de los críticos, quienes elogiaron el sentimiento nostálgico del álbum, la voz madura de Swift y la producción más nítida.

## Antecedentes
Fearless fue un álbum lleno de magia y curiosidad, la dicha y la devastación de la juventud. Era el diario de las aventuras y exploraciones [de] una adolescente que estaba aprendiendo pequeñas lecciones con cada nueva grieta en la fachada del final de cuento de hadas que le habían mostrado en las películas.
Swift reflexionando sobre Fearless en 2021

Swift lanzó su segundo álbum de estudio, Fearless, en 2008 con éxito comercial y crítico. Un álbum de country pop récord, pasó 11 semanas en la cima de la lista Billboard 200, se convirtió en el álbum más vendido de los Estados Unidos en 2009, generó cinco entradas entre las 10 mejores en el Billboard Hot 100, incluidos los sencillos crossover «Love Story» y «You Belong with Me», y catapultó a Swift a la fama de la corriente principal. El álbum country más premiado de la historia, ganó cuatro premios Grammy en la 52.ª ceremonia, incluido Álbum del año, el primero de sus tres triunfos en esa categoría. Fearless fue certificado como Diamante por la Recording Industry Association of America, y se le atribuye haber allanado el camino de Swift para convertirse en uno de los actos más importantes de su generación.
En agosto de 2019, Swift anunció su intención de volver a grabar sus primeros seis álbumes de estudio luego de la venta de sus grabaciones masteraciones al empresario estadounidense Scooter Braun, que luego vendió a Shamrock Holdings. En julio de 2020, Swift lanzó su octavo álbum de estudio, Folklore. Lo siguió con su noveno álbum de estudio, Evermore, en diciembre de 2020, y comenzó a volver a grabar su música anterior.

## Grabación y producción
En términos de producción, tenía muchas ganas de mantenerme muy fiel a las melodías iniciales en las que había pensado para estas canciones; así que realmente intentamos crear una versión «igual pero mejor». Guardamos las mismas partes que inicialmente soñé para estas canciones. Pero si había alguna forma de mejorar la calidad del sonido, lo hicimos [...]. Fui línea por línea y escuché cada una de las voces y pensé, ya sabes, cuáles son mis inflexiones aquí. Si puede mejorarlo, lo hice. Pero realmente quería que esto fuera muy fiel a lo que pensé inicialmente y a lo que había escrito inicialmente; pero mejor, obviamente.
Swift sobre la regrabación del álbum

Swift le dijo a People que no alteró el contenido lírico, las melodías vocales y los arreglos instrumentales de la grabación de 2008. Sin embargo, cambió las texturas sónicas en la regrabación. Agregó que estudió a Fearless a fondo para replicar las inflexiones country de sus primeras voces. Swift reclutó a miembros de su antigua banda de gira, que tocaron los instrumentos en la grabación de 2008, para que hicieran lo mismo con Fearless (Taylor's Version).

## Música y letras
La edición estándar de Fearless (Taylor's Version) es de una hora y 46 minutos de duración, y consta de 26 canciones, las últimas seis de las cuales se indican como pistas «from the Vault». La edición de lujo agrega una pista adicional, «Love Story (Elvira remix)». El álbum incluye apariciones especiales de los cantantes estadounidenses Colbie Caillat y Maren Morris, y del cantante neozelandés Keith Urban, en «Breathe», «You All Over Me» y «That's When», respectivamente. Once de las pistas en Fearless (Taylor's Version) fueron escritas únicamente por Swift; el resto con las colaboraciones de Liz Rose, Hillary Lindsey, Scooter Carusoe, John Rich, los Warren Brothers y Tommy Lee James como coautores. Cary Barlowe y Nathan Barlowe, miembros de la banda estadounidense Luna Halo, también fueron acreditados como compositores en «Untouchable», que es una versión de la canción de la banda. El álbum fue producido por Swift, Christopher Rowe, Jack Antonoff y Aaron Dessner. Los dos primeros produjeron la mayoría, mientras que los dos últimos, que coprodujeron los álbumes Folklore y Evermore de Swift en 2020, solo participaron en las pistas «from the Vault».

### Composición
En comparación con la versión de 2008, no hay alteraciones líricas en el álbum regrabado, excepto algunos pequeños cambios. La letra explora el comienzo de la adolescencia de Swift, el romance adolescente, los encaprichamientos y los desamores, incluidos temas de empoderamiento y amor familiar. La lluvia es un motivo recurrente que se encuentra en el lirismo del álbum. Replicando el primero, Fearless (Taylor's Version) es un disco de country y country pop con tendencias pop rock, que hace uso de los tonos, tempos, estilos vocales originales, como el twang, vibrato y grano, e instrumentos tradicionales como guitarra, batería, banjo, violín y cuerdas. Sin embargo, los críticos notaron que su voz al cantar es más fuerte, más controlada y más profunda en el álbum regrabado, descartando el tono nasal de sus primeras voces. Un crítico de Clash opinó que la voz de Swift ha evolucionado «en su propia mezcla única de country, pop e indie».

### Canciones «From the Vault»
Las pistas 21 a 26 del álbum son canciones marcadas como from the Vault, que no llegaron al corte final de Fearless; Swift lanzó estas canciones como parte de la regrabación. You All Over Me es una canción country pop acústica con violines «altísimos», guitarras «cadenciosas», violines, armónica, tambores de sintetizador pulsantes, percusiones silenciosas, y coros de Morris. Líricamente, la pista detalla no poder olvidar a un examante, mientras trata de encontrar aceptación y paz. Impulsada por enérgicas guitarras y batería, Mr. Perfectly Fine es una canción de midtempo country pop y pop rock con elementos de rock y rock and roll. Su letra encuentra a Swift navegando por los tumultuosos sentimientos posteriores a la ruptura, usando ingeniosos juegos de palabras. La canción menciona la frase Mr. casually cruel en su estribillo, que se ha asociado con la canción de 2012 de Swift All Too Well.
We Were Happy de ritmo lento trata de recordar los puntos más altos de una relación descarrilada. Sus instrumentos mínimos incorporan cuerdas, un riff de guitarra tintineante y armonías exuberantes. En el escaso Don't You, el narrador se encuentra con un examante, y suspira por su relación pasada. Su producción incorpora teclados, guitarras eléctricas y baterías superpuestas. That's When es un dueto con Urban, lo que marca la segunda colaboración de Swift con él, después de Highway Don't Care. La canción trata sobre dos amantes pasados que se reencuentran. Es una melodía country-pop «aturdida» con voces eufóricas en capas, armonías vertiginosas y una producción al estilo de 1989. Bye Bye Baby concluye el álbum con una noción de «Adiós a todo lo que pensaba que estaba de mi lado».

## Lanzamiento y promoción
El 11 de febrero de 2021, la cantante anunció las regrabaciones de Fearless, titulado Fearless (Taylor's Version), y declaró que «Love Story (Taylor's Version)» se lanzaría como sencillo el 12 de febrero. Fearless (Taylor's Version) contiene 26 canciones, que constan de todas las pistas de Fearless: Platinum Edition, «Today Was a Fairytale», el sencillo de 2010 de la banda sonora de Valentine's Day, y seis nuevas pistas extra «from the vault» que no formaron parte del álbum de 2008. Una de las pistas «from the vault», «You All Over Me» con Maren Morris, fue lanzada como segundo sencillo el 25 de marzo de 2021. El tercer sencillo, otro «from the vault», «Mr. Perfectly Fine», fue lanzado por sorpresa el 7 de abril de 2021, junto con su video con letra.
El 2 de abril de 2021, Swift adelantó los títulos de las pistas «from the vault» a través de un clip animado que contenía anagramas codificados. Al día siguiente, después de que los fanes decodificaron los títulos, ella reveló la lista completa de canciones del álbum, que incluía una colaboración con el cantante de country australiano Keith Urban en la pista de la bóveda «That's When». Urban confirmó la participación del colaborador de Swift desde hace mucho tiempo, Jack Antonoff, en la producción de las pistas «from the vault», tuiteando el mismo día que «Jack Antonoff y Aaron Dessner me preguntaron si me uniría a su banda y dije que sí». Posteriormente, Swift tuiteó: «Fui la telonera [de Urban] durante la era del álbum Fearless y su música me ha inspirado infinitamente... Estoy contando los minutos hasta que todos podamos saltar juntos a este mundo valiente, lleno de nostalgia y marca a partes iguales novedad». La cantante y compositora estadounidense Colbie Caillat, que apareció en «Breath» de 2008, volvió a grabar su voz para el álbum.
Un día antes del lanzamiento, Swift mostró fragmentos de muchas pistas del álbum en Good Morning America, Tumblr, Twitter, Snapchat, Instagram y TikTok, una canción en cada plataforma. Escribiendo que «es difícil imaginar a cualquier otra estrella participando en un acto de retribución empresarial y al mismo tiempo hacer que parezca tan alegre y participativo para sus fans», The New York Times opinó que el lanzamiento promocional de Swift que llevó al álbum, incorporando teasers y huevos de Pascua, «es una experiencia comunitaria y de celebración».
Fearless (Taylor's Version) se publicó el 9 de abril de 2021. Las copias físicas estándar se pusieron a disposición para pedidos anticipados en el sitio web de Swift. Los CD con carteles coleccionables están disponibles para pedidos por adelantado exclusivamente en Target. Swift está programado para aparecer en The Late Show with Stephen Colbert el 13 de abril de 2021.

## Recepción de la crítica
Fearless (Taylor's Version) recibió elogios universales de los críticos musicales. En Metacritic, que asigna una puntuación normalizada de 100 a las valoraciones de las publicaciones, el álbum recibió una puntuación media ponderada de 82 sobre la base de 11 reseñas, lo que indica «aclamación universal». Superó la puntuación del álbum de 2008 de 73.
Neil McCormick de The Daily Telegraph escribió que Fearless (Taylor's Version) es «un álbum excepcionalmente fino de canciones country-pop» que detalla las «fijaciones románticas» de Swift cuando estaba entrando en la edad adulta. Él elogió el tono y el timbre de su voz cada vez más «completos», sin dejar de sonar como su yo de 18 años, ya que emplea el «ligero acento country» de sus primeras voces.  Escribiendo para i, Sarah Carson apodó el álbum como «profético» y «atemporal» 13 años después, relatando temas universales de «rupturas, sueños, frustraciones, primeros besos». Destacó las pistas from the Vault para mostrar la madurez de Swift. Alexandra Pollard de The Independent elogió la emoción nostálgica del álbum, su fidelidad al disco de 2008 y la adición de pistas from the Vault «extrañamente reconfortantes». Saloni Gajjar, de The A.V. Club, lo etiquetó como una «actualización meliflua de un álbum ya notable». Club opinó que Fearless (Taylor's Version) sirve como un retroceso, exhibiendo la voz madura de Swift y el «agudo sentido de la musicalidad y la instrumentación».
Will Hodgkinson, de The Times, calificó el álbum como «una clase magistral de composición clásica de Nashville» y lo consideró un disco «dulce, nostálgico» y «saludable» que documenta la mayoría de edad de Swift. Alexis Petridis de The Guardian opinó que el álbum emana «reminiscencias nostálgicas sobre la adolescencia femenina», con sus letras ofreciendo «una fijación brillante del comprensible impulso adolescente de mitificar el pasado reciente, de continuar como si fuera historia antigua».  La crítica de NME, Hannah Mylrea, afirmó que el álbum «celebra y se mantiene fiel a la era Fearless de Swift», con una producción más cálida y nítida. Jonathan Bernstein de Rolling Stone apreció la voz «más rica y profunda» de Swift, que también encarna «sus afectaciones country anteriores». Esta vez ubicó su voz más baja en la mezcla, mientras imitaba «las texturas y paisajes sonoros pulidos de Nashville» del álbum de 2008.
Bobby Olivier de Spin calificó el álbum como un «emocionante cambio en el tiempo» y una «revisión convincente» lograda con el mismo rigor dado a todos los proyectos de Swift. Elogió el esfuerzo realizado en la producción del álbum para lograr «este nivel de reproducción meticulosa». El crítico de Variety Chris Willman elogió la fiel recreación del álbum de Swift y su experimentación sonora en las seis pistas from the Vault. Comentó: «¿Qué dicen sobre los actores "desapareciendo en el papel"? Eso se aplica realmente a Taylor Swift, interpretándose a sí misma». Para complementar su calidad de sonido fresca y la voz fuerte y relajada de Swift, la escritora de Clash, Lucy Harbron, escribió que el disco conserva la sustancia original «para no desarraigar el lugar de estas canciones en la vida de las personas», ya que Swift solo mejora la textura del álbum, lo que resulta en una «magia agridulce que hace que millones se sientan nostálgicos».
Ross Horton, escribiendo para The Line of Best Fit, llamó a Fearless (Taylor's Version) «un cofre del tesoro de riquezas» de Swift, y fue testigo de cómo ella da «nueva vida a una pieza vital de sus primeros trabajos y la presenta a una nueva generación de fanáticos por primera vez». Kelsey Barnes de Gigwise declaró que «nadie ha escrito canciones sobre la adolescencia mejor que Taylor Swift», y que el álbum ofrece a los oyentes la oportunidad de recordar las «experiencias melodramáticas exageradas» de sus adolescentes, enfatizando la importancia de recordar «quiénes éramos en ese momento». Barnes eligió «Change» y «We Were Happy» como destacados. En una revisión mixta, Mikael Wood de Los Angeles Times consideró que las pistas from the Vault carecen de «la especificidad de marca registrada que define el juego A de Swift», y llamó a la regrabación su «capitalismo a puñetazos»; Los críticos del The New York Times argumentaron que se trata de una lucha por los derechos de los artistas y la ética industrial.

## Desempeño comercial
En los Estados Unidos, Fearless (Taylor's Version) alcanzó el número uno en la lista de Apple Music de EE. UU., lo que convirtió a Swift en la primera artista country femenina en encabezarlo. El álbum se convirtió en su noveno álbum consecutivo en abrir en la cima del Billboard 200, ganando más de 291.000 unidades equivalentes a álbumes, que incluyen 179.000 copias vendidas; marcó las transmisiones semanales más importantes de un álbum country de una artista femenina en los EE. UU. Fearless (Taylor's Version) es la primera y única regrabación en alcanzar el número uno. Tuvo la mejor suma inicial para cualquier álbum en 2021, superando a Dangerous: The Double Album de Morgan Wallen, y la semana de apertura más grande desde su propio álbum Evermore, así como la semana de apertura más grande para un álbum country desde Kill the Lights de Luke Bryan. Con Folklore, Evermore y Fearless (Taylor's Version) encabezando la lista en ocho meses y dos semanas, Swift se convirtió en la primera artista femenina en tener tres álbumes diferentes en la cima de la lista en menos de un año, rompiendo el récord anterior de 14 meses establecido por Donna Summer en 1980. La brecha de cuatro meses entre Evermore y Fearless (Taylor's Version) también rompió su propio récord de brecha más corta entre los nuevos álbumes número uno de una mujer en el Billboard 200.
En Australia, Fearless (Taylor's Version) debutó en la cima de la lista de álbumes ARIA como el octavo álbum número uno de Swift en el país. La convirtió en la artista femenina con la segunda mayor cantidad de álbumes número uno (detrás de Madonna con 11), y la artista con la segunda mayor cantidad de éxitos consecutivos en las listas (detrás de Eminem con nueve). Swift fue el primer artista en encabezar la lista de álbumes de Australia con tres álbumes diferentes en un período de 12 meses. Fearless (Taylor's Version) también encabezó la lista de álbumes de Nueva Zelanda.
En el Reino Unido, el álbum llegó al número uno en la lista de álbumes del Reino Unido, marcando el séptimo álbum de Swift en la cima de las listas y convirtiéndola en la artista femenina con el tercer mayor número de álbumes en la historia, después de Madonna (12) y Kylie Minogue (8). El álbum superó el pico de su homólogo de 2008 y rompió el récord de 54 años de los Beatles por la acumulación más rápida de tres álbumes número uno. La banda logró la hazaña en 364 días entre 1965-1966, mientras que Swift lo logró en 259 días. Fearless (Taylor's Version) también alcanzó el número uno en la lista de Apple Music del Reino Unido, convirtiendo a Swift en la primera artista country femenina en encabezarla. En Irlanda, la cantante anotó su sexto álbum número uno con Fearless (Taylor's Version); superó a la versión original, que alcanzó el número siete en 2009. Swift también amplió su récord como la mujer con más álbumes en las listas de éxitos en Irlanda este milenio.

## Lista de canciones
Todas las pistas de todas las ediciones se indican como (Taylor's Version). Las pistas 21 a 26 también se indican como From the Vault.

| Fearless (Taylor's Version) - Edición estándar |                                                                                |                                                       |                          |          |  |
| N.º                                            | Título                                                                         | Escritor(es)                                          | Productor(es)            | Duración |  |
| 1.                                             | «Fearless» (Taylor's Version)                                                  | Taylor Swift, Liz Rose e Hillary Lindsey              | Swift y Christopher Rowe | 4:01     |  |
| 2.                                             | «Fifteen» (Taylor's Version)                                                   | Swift                                                 | Swift y Rowe             | 4:54     |  |
| 3.                                             | «Love Story» (Taylor's Version)                                                | Swift                                                 | Swift y Rowe             | 3:55     |  |
| 4.                                             | «Hey Stephen» (Taylor's Version)                                               | Swift                                                 | Swift y Rowe             | 4:14     |  |
| 5.                                             | «White Horse» (Taylor's Version)                                               | Swift y Rose                                          | Swift y Rowe             | 3:54     |  |
| 6.                                             | «You Belong with Me» (Taylor's Version)                                        | Swift y Rose                                          | Swift y Rowe             | 3:51     |  |
| 7.                                             | «Breathe» (featuring Colbie Caillat) (Taylor's Version)                        | Swift y Caillat                                       | Swift y Rowe             | 4:23     |  |
| 8.                                             | «Tell Me Why» (Taylor's Version)                                               | Swift y Rose                                          | Swift y Rowe             | 3:20     |  |
| 9.                                             | «You're Not Sorry» (Taylor's Version)                                          | Swift                                                 | Swift y Rowe             | 4:21     |  |
| 10.                                            | «The Way I Loved You» (Taylor's Version)                                       | Swift y John Rich                                     | Swift y Rowe             | 4:03     |  |
| 11.                                            | «Forever & Always» (Taylor's Version)                                          | Swift                                                 | Swift y Rowe             | 3:45     |  |
| 12.                                            | «The Best Day» (Taylor's Version)                                              | Swift                                                 | Swift y Rowe             | 4:05     |  |
| 13.                                            | «Change» (Taylor's Version)                                                    | Swift                                                 | Swift y Rowe             | 4:39     |  |
| 14.                                            | «Jump Then Fall» (Taylor's Version)                                            | Swift                                                 | Swift y Rowe             | 3:57     |  |
| 15.                                            | «Untouchable» (Taylor's Version)                                               | Swift, Cary Barlowe, Nathan Barlowe y Tommy Lee James | Swift y Rowe             | 5:12     |  |
| 16.                                            | «Forever & Always» (Piano Version) (Taylor's Version)                          | Swift                                                 | Swift y Rowe             | 4:27     |  |
| 17.                                            | «Come In With The Rain» (Taylor's Version)                                     | Swift y Rose                                          | Swift y Rowe             | 3:57     |  |
| 18.                                            | «Superstar» (Taylor's Version)                                                 | Swift y Rose                                          | Swift y Rowe             | 4:23     |  |
| 19.                                            | «The Other Side of the Door» (Taylor's Version)                                | Swift                                                 | Swift y Rowe             | 3:58     |  |
| 20.                                            | «Today Was a Fairytale» (Taylor's Version)                                     | Swift                                                 | Swift y Rowe             | 4:01     |  |
| 21.                                            | «You All Over Me» (featuring Maren Morris) (Taylor's Version) (From The Vault) | Swift y Scooter Carusoe                               | Swift y Aaron Dessner    | 3:40     |  |
| 22.                                            | «Mr. Perfectly Fine» (Taylor's Version) (From The Vault)                       | Swift                                                 | Swift y Jack Antonoff    | 4:37     |  |
| 23.                                            | «We Were Happy» (Taylor's Version) (From The Vault)                            | Swift y Rose                                          | Swift y Dessner          | 4:04     |  |
| 24.                                            | «That's When» (featuring Keith Urban) (Taylor's Version) (From The Vault)      | Swift, Brad Warren y Brett Warren                     | Swift y Antonoff         | 3:09     |  |
| 25.                                            | «Don't You» (Taylor's Version) (From The Vault)                                | Swift y James                                         | Swift y Antonoff         | 3:28     |  |
| 26.                                            | «Bye Bye Baby» (Taylor's Version) (From The Vault)                             | Swift y Rose                                          | Swift y Antonoff         | 4:02     |  |
| 106:20                                         |                                                                                |                                                       |                          |          |  |

| Fearless (Taylor's Version) - Edición de lujo |                                                  |              |                                 |          |  |
| N.º                                           | Título                                           | Escritor(es) | Productor(es)                   | Duración |  |
| 27.                                           | «Love Story» (Taylor's Version) - (Elvira remix) | Swift        | Swift, Rowe y Elvira Anderfjärd | 3:53     |  |
| 110:13                                        |                                                  |              |                                 |          |  |

| The More Fearless (Taylor's Version) Chapter |                                          |                        |               |          |  |
| N.º                                          | Título                                   | Escritor(es)           | Productor(es) | Duración |  |
| 28.                                          | «If This Was A Movie» (Taylor's Version) | Swift y Martin Johnson | Swift y Rowe  | 3:57     |  |

## Personal
Créditos adaptados de Tidal.

### Músicos
- Taylor Swift: voz principal, composición, producción (todas las pistas); coros (11, 14-16)
- Mike Meadows: guitarra acústica de 12 cuerdas (1), guitarra acústica (1–3, 5–8, 10–15, 17–19), coros (1, 3–5, 9–11, 17–19), Hammond B3 (1, 4), mandolina (1–3, 6–8, 15, 18–20), banjo (3, 6, 8, 10, 14, 17, 19, 20), chasquido con los dedos (4), piano (7, 10), guitarra eléctrica (9, 10), sintetizador (13, 16), programación de sintetizador (13, 16), dobro (19)
- Caitlin Evanson - coros (1–4, 6, 8, 13)
- Paul Sidoti: coros (1, 3, 8, 11), guitarra eléctrica (1-3, 6, 8, 10, 11, 13, 14, 17-20), piano (5, 9, 10, 16), guitarra acústica (7)
- Amos Heller - bajo (1-15, 17-20)
- Matt Billingslea - batería (1-15, 17-20), chasquido con los dedos (4), programación de batería (6, 11, 14), percusión electrónica (19, 20)
- Max Berstein: guitarra eléctrica (1-3, 7, 9-11, 13, 14, 18, 19), vibráfono (4), guitarra de acero (6, 8, 17), sintetizador (15, 16, 18, 20), programación de sintetizador (15, 16, 20), banjo (20), glockenspiel (20)
- Jonathan Yudkin - violín (1, 3, 4, 6, 8, 11, 14), violonchelo (2), cuerdas (5, 7, 9, 10, 16, 17)
- Christopher Rowe - producción (1–20), coros (2, 8, 10, 17, 20)
- Liz Rose - composición de canciones (1, 5, 6, 8, 17, 18, 23, 26)
- Hillary Lindsey - composición de canciones (1)
- Dan Burns - programación de batería (6, 11, 14), programación de sintetizador (13, 15, 16, 20), percusión electrónica (19, 20)
- Colbie Caillat - voz, composición (7)
- Brian Pruitt - programación de batería (8)
- John Rich - composición de canciones (10)
- Cary Barlowe - composición (15)
- Nathan Barlowe - composición de canciones (15)
- Tommy Lee James - composición (15, 25)
- Aaron Dessner: producción, guitarra acústica, bajo, programación de batería, guitarra eléctrica, teclados, percusión, sintetizador (21, 23); piano (21)
- Eric Slick - batería (21, 23)
- Josh Kaufman - guitarra eléctrica, armónica (21); guitarra acústica, lap steel guitar (23)
- Maren Morris - voz (21)
- Scooter Carusoe - composición (21)
- Jack Antonoff: producción (22, 24-26), guitarra acústica (22, 24), coros (22, 25), bajo (22, 24, 26), guitarra eléctrica (22, 24-26), percusión (22 , 24, 26), teclados (22, 25), programación (22, 25, 26), sintetizador (22), batería (24, 25), programación de sintetizador (25), piano (26)
- Sean Hutchinson - batería (22, 24, 26)
- Mikey Freedom Hart - guitarra eléctrica (22, 24-26), pedal steel (22, 24), guitarra acústica de 12 cuerdas (22), bajo (24, 25), celesta (24), batería (24), Hammond B3 (24), teclados (24, 25), piano (24, 26), percusión (25, 26), Rhodes (25), órgano Wurlitzer (26)
- Michael Riddleberger - percusión (22, 24, 26)
- Evan Smith: saxofón (22, 24, 26), flauta (24-26); percusión, cuerdas, programación de sintetizadores (25)
- Keith Urban - coros, guitarra eléctrica (23); Guitarra acústica de 12 cuerdas, voz (24)
- Clarice Jensen - violonchelo (23)
- Brad Warren - composición de canciones (24)
- Brett Warren - composición (24)
- Bobby Hawk - violín (25, 26)

### Técnicos
- Randy Merrill - ingeniero de masterización
- Serban Ghenea - mezclador (1–20, 22, 24–26)
- Jonathan Low - mezclador, ingeniero (21, 23)
- John Hanes - ingeniero (1–20, 22, 24–26)
- Aaron Dessner - ingeniero, ingeniero de grabación (21, 23)
- Bella Blasko - ingeniera, ingeniera de grabación (21, 23)
- David Payne - ingeniero de grabación (1–20)
- Christopher Rowe - ingeniero de grabación (2, 3), ingeniero vocal (1, 6-26)
- Jack Antonoff - ingeniero de grabación (22, 24-26)
- Laura Sisk - ingeniera de grabación (22, 24-26)
- Jon Gautier - ingeniero de grabación (25, 26)
- Mike Williams - ingeniero de grabación (25, 26)
- Sam Holland - ingeniero vocal (3-5)
- Greg Kurstin - ingeniero vocal (21)
- Julian Burg - ingeniero vocal (21)
- Nick Rowse - ingeniero vocal (23, 24)
- Derek Garten - ingeniero adicional (1, 4-20)
- Lowell Reynolds: ingeniero adicional, ingeniero asistente de grabación (1, 4-20)
- Sean Badum - ingeniero asistente de grabación (3)
- John Rooney - ingeniero de grabación asistente (24-26)
- Jon Sher - ingeniero de grabación asistente (24-26)

## Posicionamiento en listas
| Listas (2021)                       | Mejor posición |
| ----------------------------------- | -------------- |
| Alemania (Offizielle Top 100)       | 2              |
| Argentina (CAPIF)                   | 1              |
| Australia (ARIA)                    | 1              |
| Austria (Ö3 Austria)                | 2              |
| Bélgica (Ultratop flamenca)         | 3              |
| Bélgica (Ultratop valona)           | 8              |
| Canadá (Billboard Canadian Albums)  | 1              |
| Dinamarca (Hitlisten)               | 8              |
| Escocia (Scottish Albums Chart)     | 1              |
| España (PROMUSICAE)                 | 3              |
| Estados Unidos (Billboard 200)      | 1              |
| Estados Unidos (Top Country Albums) | 1              |
| Finlandia (Suomen virallinen lista) | 22             |
| Francia (SNEP)                      | 26             |
| Grecia (IFPI)                       | 25             |
| Hungría (MAHASZ)                    | 23             |
| Irlanda (OCC)                       | 1              |
| Italia (FIMI)                       | 12             |
| Japón (Billboard Japan)             | 17             |
| Japón (Oricon)                      | 13             |
| Lituania (AGATA)                    | 14             |
| Noruega (VG-lista)                  | 2              |
| Nueva Zelanda (Recorded Music NZ)   | 1              |
| Países Bajos (Album Top 100)        | 2              |
| Polonia (ZPAV)                      | 29             |
| Portugal (AFP)                      | 2              |
| Reino Unido (UK Albums Chart)       | 1              |
| Reino Unido (UK Country Albums)     | 1              |
| Suecia (Sverigetopplistan)          | 17             |
| Suiza (Schweizer Hitparade)         | 3              |

## Historial de lanzamientos
| Región    | Fecha                   | Formato                       | Versión  | Discográfica             | Ref.          |
| --------- | ----------------------- | ----------------------------- | -------- | ------------------------ | ------------- |
| Varios    | 9 de abril de 2021      | Descarga de música, streaming | Estándar | Republic                 | [ 80 ] [ 81 ] |
| Varios    | 9 de abril de 2021      | CD                            | De lujo  | Republic                 | [ 82 ]        |
| Australia | 9 de abril de 2021      | CD                            | De lujo  | Republic                 | [ 83 ]        |
| Japón     | 30 de abril de 2021     | CD                            | Limitada | Universal Music Japan    | [ 84 ] [ 85 ] |
| Colombia  | 21 de mayo de 2021      | 2xCD                          | De lujo  | Universal Music Colombia | [ 86 ]        |
| Varios    | 25 de junio de 2021     | Casete                        | De lujo  | Republic                 | [ 87 ]        |
| Varios    | 3 de septiembre de 2021 | Disco fonográfico             | De lujo  | Republic                 | [ 88 ]        |